# Тайшунь
27°33′34″ пн. ш. 119°42′45″ сх. д. / 27.55953° пн. ш. 119.7126° сх. д.
Тайшунь (кит. 泰顺县, пін. Tàishùn Xiàn) — один із повітів КНР у складі префектури Веньчжоу, провінція Чжецзян. Адміністративний центр — містечко Лоян.

## Географія
Тайшунь лежить у горах Яньданшань, на північному заході переходить у гори Дунгуншань.

### Клімат
Повіт знаходиться у зоні, котра характеризується вологим субтропічним кліматом. Найтепліший місяць — липень із середньою температурою 26 °C. Найхолодніший місяць — січень, із середньою температурою 6,4 °С.
| Клімат повіту Тайшунь                              | Клімат повіту Тайшунь | Клімат повіту Тайшунь | Клімат повіту Тайшунь | Клімат повіту Тайшунь | Клімат повіту Тайшунь | Клімат повіту Тайшунь | Клімат повіту Тайшунь | Клімат повіту Тайшунь | Клімат повіту Тайшунь | Клімат повіту Тайшунь | Клімат повіту Тайшунь | Клімат повіту Тайшунь | Клімат повіту Тайшунь |
| Показник                                           | Січ.                  | Лют.                  | Бер.                  | Квіт.                 | Трав.                 | Черв.                 | Лип.                  | Серп.                 | Вер.                  | Жовт.                 | Лист.                 | Груд.                 | Рік                   |
| Середній максимум, °C                              | 11,5                  | 13,4                  | 16,7                  | 22                    | 25,5                  | 28,3                  | 31,8                  | 31                    | 27,5                  | 23,2                  | 18,5                  | 13,6                  | 21,9                  |
| Середня температура, °C                            | 6,4                   | 8                     | 11,1                  | 16,2                  | 20,1                  | 23,5                  | 26                    | 25,3                  | 22,4                  | 17,8                  | 13,2                  | 8,1                   | 16,5                  |
| Середній мінімум, °C                               | 2,9                   | 4,2                   | 7,2                   | 11,8                  | 16,1                  | 20,1                  | 21,9                  | 21,7                  | 18,9                  | 13,8                  | 9,3                   | 4,3                   | 12,7                  |
| Норма опадів, мм                                   | 75.3                  | 99.1                  | 181.9                 | 172.2                 | 243.3                 | 325.7                 | 216.9                 | 310.1                 | 203.1                 | 73.9                  | 75.3                  | 69.2                  | 2046                  |
| Вологість повітря, %                               | 82                    | 83                    | 82                    | 80                    | 81                    | 84                    | 80                    | 83                    | 82                    | 79                    | 82                    | 80                    | 82                    |
| -------------------------------------------------- | --------------------- | --------------------- | --------------------- | --------------------- | --------------------- | --------------------- | --------------------- | --------------------- | --------------------- | --------------------- | --------------------- | --------------------- | --------------------- |
| Джерело: Дані метеостанції №58746 (КНР, 1991-2020) |                       |                       |                       |                       |                       |                       |                       |                       |                       |                       |                       |                       |                       |